# ハイエナ (テレビドラマ)
『ハイエナ』は、2023年10月20日から12月8日までテレビ東京系「ドラマ8」枠にて放送されたテレビドラマ。主演は篠原涼子と山崎育三郎。
2020年に韓国・SBSで放送されたテレビドラマ『ハイエナ －弁護士たちの生存ゲーム－』を日本版としてリメイクした作品。
勝つためなら手段を選ばないアウトローな女性弁護士と、法曹一家に生まれたエリートな男性弁護士の、対照的な二人の法曹界での生存競争や、大人のラブストーリーが描かれる。

## キャスト

### 主要人物
結希凛子（ゆうき りんこ）〈47〉
演 - 篠原涼子（幼少期：高橋和心、学生時代：伊礼姫奈）
本作の主人公。権力と金で腐りきった人間を骨の髄まで食い尽くし、勝利のためなら手段を選ばないことから「ハイエナ」と呼ばれるアウトロー弁護士。1976年2月16日生まれ。高卒で司法試験に30歳で合格。子供のころに父親から虐待を受けて育った。
一条怜（いちじょう れい）〈37〉
演 - 山崎育三郎
本作のもう一人の主人公。代々裁判官の法曹界のエリート一家に生まれた次男。東京大学法学部を首席で卒業。国内最大手のS&J法律事務所で働く生真面目な超エリート弁護士。

### 凛子の関係者
川鵜壮子（かわう そうこ）
演 - 瀧本美織
結希法律事務所の凛子の優秀な秘書。事件調査にも長けている右腕。凛子と雄弥からは「かわうそちゃん」と呼ばれている。
榎本雄弥（えのもと ゆうや）
演 - 久保田悠来（幼少期：佐藤遙灯）
日本橋南警察署の刑事。凛子の幼馴染み。児童養護施設で凛子と一緒に育った。いつも凛子のことを気にかけている。
小林信夫（こばやし のぶお）
演 - 嶋田久作（現在、第6話 - 最終話）、岩永ひひお（過去、第1話 - 第4話・第6話・第7話）
凛子の父親。日常的に凛子に暴力を振るって虐待していた。刑務所から仮出所し、30年ぶりに凛子の前に現れる。

### S&J法律事務所
橋本俊介（はしもと しゅんすけ）〈37〉
演 - 中尾明慶
弁護士。怜の同期で親友。噂好きの情報通で知らない事がない。
岩澤謙吉（いわさわ けんきち）〈54〉
演 - マキタスポーツ
弁護士。刑事事件専門。東京大学法学部卒業。サラリーマン家庭育ち。親の七光りを嫌っており、怜に嫌味な態度をとる。
三浦遙（みうら はるか）〈26〉
演 - 大友花恋
弁護士。企業法務専門。入所6年目で怜の後輩。お嬢さま育ち。芯が強く正義感に溢れている。
谷原樹（たにはら いつき）〈23〉
演 - 八木勇征（FANTASTICS）
新人弁護士。怜の後輩。怜を尊敬している。
新海健一（しんかい けんいち）
演 - 高橋克典
代表。怜の父親とは昔馴染みで、怜を我が子のようにかわいがる。

### ゲスト

#### 第1話
三鬼修吾（みつき しゅうご）〈40〉
演 - 大東駿介（第2話・第3話）
三鬼物産社長。三鬼グループの長男。
三鬼一恵（みつき かずえ）〈35〉
演 - 鮎川桃果
修吾と離婚係争中の妻。
チンピラ
演 - 一條恭輔（第2話・第7話・最終話）
かつての凛子の顧客。相手をめった刺しにしながら凛子の弁護で懲役2年で済んだにもかかわらず、有罪になったことを逆恨みしている。
大野文乃
演 - 弘中麻紀
代議士に息子が殴られて告訴したが、凛子に告訴を取り下げれば高額の和解金が得られると説得される。
毛利英彦
演 - ふるごおり雅浩
啓悠会病院精神科。三鬼修吾の主治医。
弁護士
演 - 藏内秀樹
元裁判官の弁護士。一条の父親や三鬼夫婦離婚訴訟の裁判長をよく知ることから弁護団への参加を求められた。
裁判長
演 - 岩本淳
三鬼夫婦の離婚訴訟の裁判長。
記者
声 - 永嶋玲

#### 第2話
三鬼幸之助（みつき こうのすけ）〈70〉
演 - 桜木健一（第3話）
修吾の父親。三鬼グループ代表。
三鬼京子（みつき きょうこ）〈45〉
演 - 高橋かおり（第3話）
修吾の姉。三鬼エンターテインメント社長。三鬼グループの長女。
三鬼洋平（みつき ようへい）〈26〉
演 - 犬飼貴丈（第3話）
幸之助の婚外子。
田山陽菜（たやま ひな）〈28〉
演 - 華優希（第3話）
修吾の愛人。
浅野博之（あさの ひろゆき）〈40〉
演 - 藤森慎吾（オリエンタルラジオ）（第3話）
修吾の秘書室長。
ビター、スイーツ、男性
演 - 大津夕陽（第4話）、大津朝陽（第4話）、近藤雄介
三鬼洋平が田山陽菜と会っていたクラブに居合わせた客。
凛子の母
演 - 川嶋杏奈
幼少期の凛子の目の前で、夫の小林信夫に殴り殺された。
弁護士
演 - 俵木藤汰（第4話）
児童養護施設「なのはな園」に暮らす凛子に、信夫は犯行当時に酩酊状態だったことで早期釈放されたことを伝える。
警察官
演 - 竹田茂生
凛子を事情聴取した日本橋南警察署の警察官。

#### 第3話
黒服
演 - 羽谷勝太
雄哉が入手した洋平の通話記録から壮子が電話をかけたキャバクラ「BRIC」の黒服。凛子のもとに彼女が倍の金を払って指名した店のキャバクラ嬢全員を連れてくる。
キャバクラ嬢
演 - 咲木春乃、長谷川桃子
凛子が洋平についての情報を集めるために倍の金を用意して指名し、1エピソードにつき5万円の報酬を出したBRICのキャバクラ嬢のうちの2人。洋平には数えられないほど彼女がいること、陽菜のことを洋平を追っかけているストーカーと呼び、洋平がうざいと言っていたこと、陽菜が洋平にぞっこんで、洋平が重すぎて迷惑と言っていたことを証言する。
ニュースキャスター
演 - 髙橋大悟（テレビ東京アナウンサー）
修吾が監禁致傷の疑いで告訴されたニュースを伝える。

#### 第4話
佐々石亮（ささいし りょう）
演 - 片寄涼太（GENERATIONS）
世界的に有名な天才ピアニスト。
国枝聡司（くにえだ さとし）
演 - 内藤秀一郎
亮のマネージャー。
佐々石美智代（ささいし みちよ）
演 - 中島ひろ子
亮の母親。亮の所属事務所の社長。
バーテンダー
演 - 竹林文雄
一条怜と佐々石亮が会ったBARのバーテンダー。

#### 第5話
岸田一真（きしだ かずま）〈32〉
演 - 上杉柊平（第6話 - 最終話）
ヘブンシステム代表取締役社長。アメリカのアダルトサイト「フォクサー」に顧客の個人情報を故意に売却し、その利益を元に暗号資産で5億円稼いだという個人情報保護法違反の嫌疑で警察と検察が捜査している。
金子耀司（かねこ ようじ）〈32〉
演 - 森田甘路（第6話 - 最終話）
ヘブンシステム創業メンバーで元最高財務責任者。
相良美桜（さがら みお）〈29〉
演 - 生越千晴（第6話・第7話写真出演、最終話）
ヘブンシステム創業メンバーで元システムエンジニア。岸田一真のパワハラが原因で自殺した。

#### 第6話
秘書
演 - 玉井らん
岸田一真の秘書。
検事
演 - 山本修夢
岸田一真を個人情報保護法違反の容疑で逮捕する。
ラジオMC
声 - 中川聡（テレビ東京アナウンサー）
一条がつけたラジオから流れるクラシック番組のMC。

#### 第7話
美桜の父
演 - 林和義
パワハラで自殺した娘に対する和解金を受け取っていたため、会社を訴えることはしなかった。
元社員
演 - 池田大、小野匠、松木研也、浅見紘至
ヘブンシステムの元社員たち。ヒアリングで全員が一真による典型的なパワハラを退社理由に挙げた。

#### 最終話
飯野
演 - 渡辺邦斗
岸田一真の裁判の検察官。
裁判長
演 - 西村直人
上記裁判の裁判長。

## スタッフ
- 原作 - Original Drama『ハイエナ（HYENA）』©KEYEAST/KIM RURI[1]
- 脚本 - 佐藤嗣麻子[1]
- 演出 - 土方政人（共同テレビ）、小林義則（共同テレビ）[1]、朝比奈陽子
- 音楽 - 福廣秀一朗[4]
- 主題歌 - Da-iCE「ナイモノネダリ」（avex trax）[34]
- 法律監修 - 佐藤大和、植田仰生
- スタントコーディネーター - 劔持誠
- 協力プロデューサー - 稲田秀樹[35]
- チーフプロデューサー - 濱谷晃一（テレビ東京）[1]
- プロデューサー - 清水俊雄（テレビ東京）、栗原美和子（共同テレビ）、久松大地（共同テレビ）[1]
- 制作協力 - 共同テレビ[1]
- 制作 - テレビ東京[1]
- 製作著作 - ドラマ「ハイエナ」製作委員会[1]

## 放送日程
| 各話                                                         | 放送日   | サブタイトル                            | 演出       | 視聴率 |
| ------------------------------------------------------------ | -------- | --------------------------------------- | ---------- | ------ |
| 第1話                                                        | 10月20日 | 運命の出逢いは宿敵か?恋人か!?           | 土方政人   | 3.9%   |
| 第2話                                                        | 10月27日 | トラップへの倍返し!?                    | 土方政人   |        |
| 第3話                                                        | 11月03日 | 骨肉の争い!最後のどんでん返し!?         | 小林義則   |        |
| 第4話                                                        | 11月10日 | 想い出のピアニストを巡る運命の対決      | 小林義則   | 2.6%   |
| 第5話                                                        | 11月17日 | 暴かれていくハニートラップ!             | 土方政人   |        |
| 第6話                                                        | 11月24日 | 虐待父が釈放…悪夢再び                   | 朝比奈陽子 |        |
| 第7話                                                        | 12月01日 | 最強弁護士タッグ誕生!内部告発の危機が…! | 小林義則   |        |
| 最終話                                                       | 12月08日 | 裁判、恋愛、人生…鮮やかなドンデン返し!  | 土方政人   |        |
| （視聴率はビデオリサーチ調べ、関東地区・世帯・リアルタイム） |          |                                         |            |        |

- 初回は20時 - 21時4分の10分拡大放送。

## 配信
| 配信開始月 | 配信サイト     | 配信料金     | 配信内容                    |
| ---------- | -------------- | ------------ | --------------------------- |
| 2023年10月 | TVer           | 広告付き無料 | リアルタイム配信 見逃し配信 |
| 2023年10月 | ネットもテレ東 | 広告付き無料 | 見逃し配信                  |
| 2023年10月 | Netflix        | 定額制有料   | 全話独占配信                |